# Kockorabergets naturreservat
Kockorabergets naturreservat är ett naturreservat i Ludvika kommun i Dalarnas län.
Området är naturskyddat sedan 2020 och är 33 hektar stort. Reservatet ligger på Kockoraberget och Lustigbergets nordsluttningar och består av äldre barrblandskog.